# Dick Tracy contro Cueball
Dick Tracy contro Cueball (Dick Tracy vs. Cueball) è un film del 1946 diretto da Gordon M. Douglas, basato sul personaggio dei fumetti creato da Chester Gould.
Il film è il secondo della serie cinematografica dedicata a Dick Tracy distribuita dalla RKO Radio Pictures. Nel 1978 è stato inserito nella lista dei 50 peggiori film di sempre nel libro The Fifty Worst Films of All Time.